# Hwang He-suk
Hwang He-suk (* 9. Dezember 1945) ist eine ehemalige nordkoreanische Volleyballspielerin.

## Karriere
Hwang He-suk gewann mit der nordkoreanischen Nationalmannschaft bei der Weltmeisterschaft 1970 und bei den Olympischen Sommerspielen 1972 jeweils die Bronzemedaille.